# Alarm für Cobra 11: Highway Nights
Alarm für Cobra 11: Highway Nights (als englischsprachige Version: Crash Time III) ist ein an die Fernsehserie Alarm für Cobra 11 angelehntes Rennspiel, das Ende 2009 für Windows, Xbox 360 und PlayStation 3 erschien. Es ist das dritte Computerspiel des Publishers dtp entertainment und des Entwicklerstudios Synetic für die Alarm-für-Cobra-11-Reihe.
Es spielt, wie der Vorgänger Alarm für Cobra 11: Burning Wheels, in einer fiktiven Stadt, die aus zwei Teilen besteht, einem Stadtabschnitt und einem Autobahnabschnitt. In diesem Teil sind die einzelnen Fälle erstmals in einer großen Kampagne zusammengefasst, die einen geplanten Anschlag auf einen hochrangigen Konzernchef behandelt.

## Spielprinzip
Das Spiel ist ein Rennspiel, das zentrale Elemente der Fernsehserie aufgreift. Der Spieler fährt meistens Streife und bekommt dabei verschiedene Meldungen über Flüchtige oder Verdächtige, die er stoppen soll. Dabei kommt es oft zu Verfolgungsjagden mit erheblicher Zerstörung, es zeigt sich der Charakter des Spiels als Arcade-Racer.

### Karriere
Das zentrale Element des Spiels ist der Karrieremodus. Der Spieler kann zur Streife ausrücken und erhält dabei von seiner Dienststelle verschiedene Missionsangebote. Die Rahmenhandlung des Spiels ist ein geplanter terroristischer Anschlag auf das Flugzeug eines Politikers aus dem Nahen Osten. Die einzelnen Missionen des Spiels hängen mal mehr, mal weniger mit dieser Rahmenhandlung zusammen.
Für alle Missionen gibt es eine Bewertung in Form von Sternen. Bei jeder Mission erhält der Spieler vorgegebene Limits wie ein Zeitlimit oder ein Schadenslimit. Zu Beginn der Mission startet der Spieler mit fünf Sternen. Werden die Limits überschritten, werden die Limits erhöht und ein Stern wird abgezogen. Dies kann insgesamt viermal erfolgen, verbleiben keine Sterne mehr, dann gilt die Mission als gescheitert. Der Spieler kann zwar die einzelnen Missionen nach Abschließen jederzeit wieder spielen, eine Möglichkeit, die Bewertungen zu verbessern, besteht allerdings nicht.

### Einzelrennen
Im Modus Einzelrennen kann der Spieler die im Karriereverlauf freigeschalteten Objekte ausprobieren. Es gibt zahlreiche Rundkurse, die durch die Stadt bzw. über die Autobahn führen. Der Spieler kann Parameter wie Tageszeit, Gegnerzahl oder Verkehrsdichte einstellen.

## Fahrzeuge
Alle Fahrzeuge im Spiel sind fiktive Modelle, die realen Vorbildern nachempfunden wurden. Dies geschah aus lizenzrechtlichen Gründen. So besitzen alle Fahrzeuge erfundene Namen und tragen als Herstellerlogo ein C11-Symbol.
| Fahrzeugliste        |                   |                      |                    |
| Bezeichnung im Spiel | Vorbild           | Bezeichnung im Spiel | Vorbild            |
| Ben B32              | Mercedes W204     | MPV                  | Opel Zafira        |
| Ben B32 Sport        | Mercedes W204     | MPV Polizei          | Opel Zafira        |
| Ben B32 DCTW         | Mercedes C63 AMG  | Stretch-Limousine    | Audi A8            |
| Ben B32 Kombi        | Mercedes W204     | Cabriolet            | Mercedes W209      |
| Ben B32 Polizei      | Mercedes W204     | Liquidator 600       | Mercedes W221      |
| Grandsport           | Porsche 997       | Scout                | Fuchs (Panzer)     |
| Grandsport Polizei   | Porsche 997       | Feuerwehrwagen       | Rosenbauer Panther |
| Razor 4.0            | Audi R8           | Geldtransporter      | Ford Transit       |
| Razor CTR            | Audi R8 LMS       | Ambulanz             | Ford Transit       |
| Excellence V12       | Aston Martin DB9  | Hornet               | Chevrolet Camaro   |
| Excellence CTR       | Aston Martin DBR9 | Hornet Cop           | Chevrolet Camaro   |
| Bullet               | Hummer H3         | Hellcat              | Dodge Challenger   |
| Alligator            | Porsche Cayenne   | Synetic Tours        | Reisebus           |
| Alligator Polizei    | Porsche Cayenne   | Pacemaker            | Piaggio Ape        |
| Pickup T2            | Dodge Ram         | Pacemaker Turbo      | Piaggio Ape        |
| Monster Truck        | Basis: Dodge Ram  | Road Chief           | Peterbilt          |
| C-Team               | Opel Vivaro       | Go-Kart              | Go-Kart            |
| City Mall            | Opel Vivaro       |                      |                    |